# إجلال (فن)

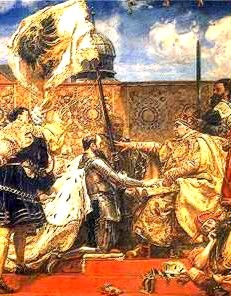

إجلال Homage (/ˈhɒmɪdʒ/ أو /ˈɒmɪdʒ/) عرض أو أظهار الاحترام أو التفاني من أجل شخص ما أو شيء ما، في بعض الأحيان عن طريق إعلان بسيط ولكن في كثير من الأحيان عن طريق أشارات فنية أو شعرية منحرفة. وغالباً ما يستخدم هذا المصطلح في الفنون حيث يظهر المؤلف أو الفنان الأحترام إلى آخر عن طريق التلميح أو التقليد؛ ويلفظ المصطلح الأنجليزي Homage في الكثير من الأحيان كاللفظ الفرنسي hommage (/oʊˈmɑːʒ/).

## الوصف
المصطلح كان في الأصل عبارة عن إعلان الولاء في النظام الإقطاعي—قسم بأن الرجل (بالفرنسية: homme) من النظام الإقطاعي. ثم أصبح المفهوم يستخدم مجازياً للأعتراف بالجودة أو التفوق. على سبيل المثال يمكن للرجل أن يبجل سيدة تكريماً لجمالها وغيرها من النعم. في المنحة الألمانية، يكرم أتباع عالم كبير معلمهم من خلال طباعة ورقات عبارة عن كتاب تذكاري مخصصاً له.
في الموسيقى التكريم يمكن أن يأخذ شكل (تحية بادرفسكي) ألبوم تحية (تحية تشارلز باركر) أو عينة. اعتبارًا من 2010 التقنيات الرقمية المستخدمة في توليد العديد من أشكال الميديا تجعل من السهل الأقتراض من الأعمال الأخرى وهذه المعالجة يمكن أن تستخدم كتكريم لهم.